# Atheta (Badura) ririkoae
Atheta (Badura) ririkoae is een keversoort uit de familie van de kortschildkevers (Staphylinidae). De wetenschappelijke naam van de soort is voor het eerst geldig gepubliceerd in 1989 door Sawada.